# Carduus lesurinus
Carduus lesurinus là một loài thực vật có hoa trong họ Cúc. Loài này được Rouy mô tả khoa học đầu tiên năm 1905.